# Akademie für praktische Medizin
Unter dem Namen Akademie für praktische Medizin sollten Anfang des 20. Jahrhunderts in Frankfurt am Main neue Kliniken und medizinische Institute errichtet und alte ausgebaut werden. Besonders der Frankfurter Oberbürgermeister Franz Adickes setzte sich für diese Pläne ein und erhoffte mit der Akademie seinem Ziel zur Gründung einer Frankfurter Universität einen Schritt näher zu kommen. Die Pläne für eine Akademie wurden zwar verworfen, Teile davon wurden jedoch umgesetzt und bildeten eine wichtige Vorarbeit zur Errichtung der Universität Frankfurt.

## Vorgeschichte

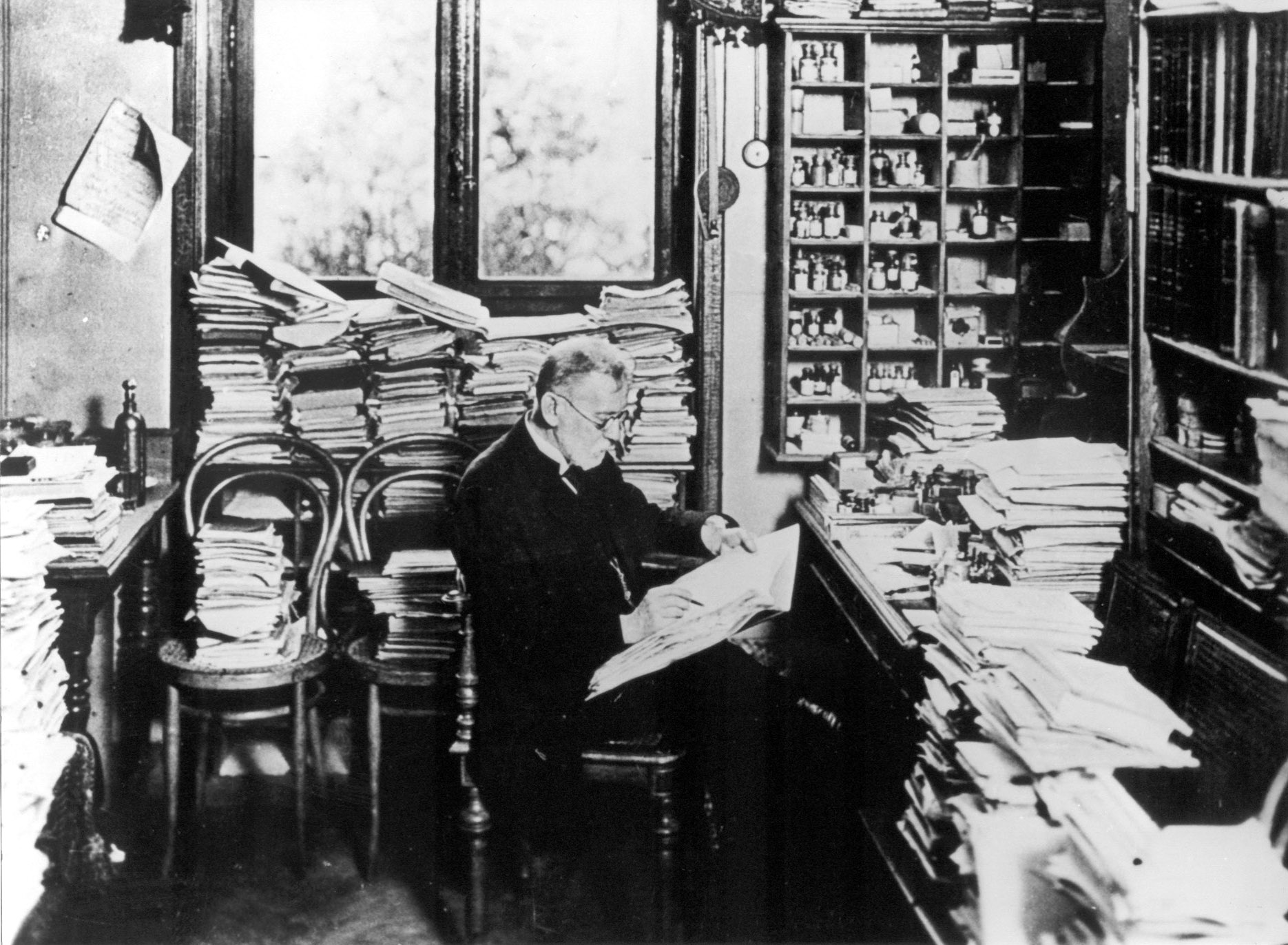
Paul Ehrlich in seinem Arbeitszimmer

Nach der Entdeckung eines Diphtherieserums von Paul Ehrlich 1895 war es nötig geworden die in den Handel gebrachten Serumpräparate staatlich zu untersuchen. Das „Institut für Serumforschung und Serumprüfung“ war zuerst dem Preußischen Institut für Infektionskrankheiten untergeordnet, wurde als selbstständiges Institut allerdings nach Berlin-Steglitz verlegt. Da das Institut immer mehr Aufgaben übernehmen musste, wurde eine Vergrößerung notwendig. Oberbürgermeister Franz Adickes setzte sich für die Verlegung des Instituts nach Frankfurt ein. Er hatte sich als Ziel seiner Laufbahn die Gründung einer Universität in Frankfurt gesetzt, mit der Ansiedelung von medizinischen Instituten in Frankfurt sollte der Grundstein für ein Universitätsklinikum gelegt werden.

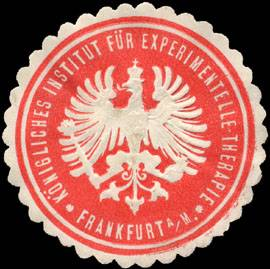
Siegelmarke des Instituts

1897 konnte der Stadtverordnetenversammlung ein Entwurf zur Verlegung vorgelegt werden. Das „Institut für experimentelle Therapie“ sollte kostenfrei einen Bauplatz erhalten, die Baukosten in Höhe von 125.000 Mark und einen jährlichen Zuschuss von 10.000 Mark wollte ebenfalls die Stadt tragen. Im Gegenzug sollte das Institut die bakteriologischen Untersuchungen der Krankenhäuser übernehmen. Außerdem sollten Kurse für Ärzte vom Institut veranstaltet werden.
1899 wurde das „Kgl. Institut für experimentelle Therapie“ unter der Leitung von Ehrlich eröffnet. Hauptaufgabe war die Kontrolle von Serumpräparaten. Dem Institut wurde aber auch eine bakteriologisch-hygienische Abteilung angegliedert, das von Albert Neisser geleitet wurde. Das Institut forschte vor allem auf dem Gebiet der Immunitätslehre.

## Geplante Institute und Finanzierung
Bereits bei Verlegung des Institutes für experimentelle Therapie war klar, dass in Frankfurt spezialisierte Kliniken benötigt wurden. Diese Kliniken sollten auch zur Weiterbildung der Ärzte benutzt werden. Die Umgestaltung des städtischen Krankenhauses sollte Anlass zur Bildung der „Akademie für praktische Medizin“ werden. Im Juli 1902 gab die Stadtverordnetenversammlung bekannt, dass von privater Seite große Geldspenden für die Einrichtung der Akademie zur Verfügung stehen würden, wenn die medizinischen Institute und Krankenhäuser vereinigt würden. Die Gründung der Akademie hätte so ohne große finanzielle Hilfe durch die Stadt ablaufen können.

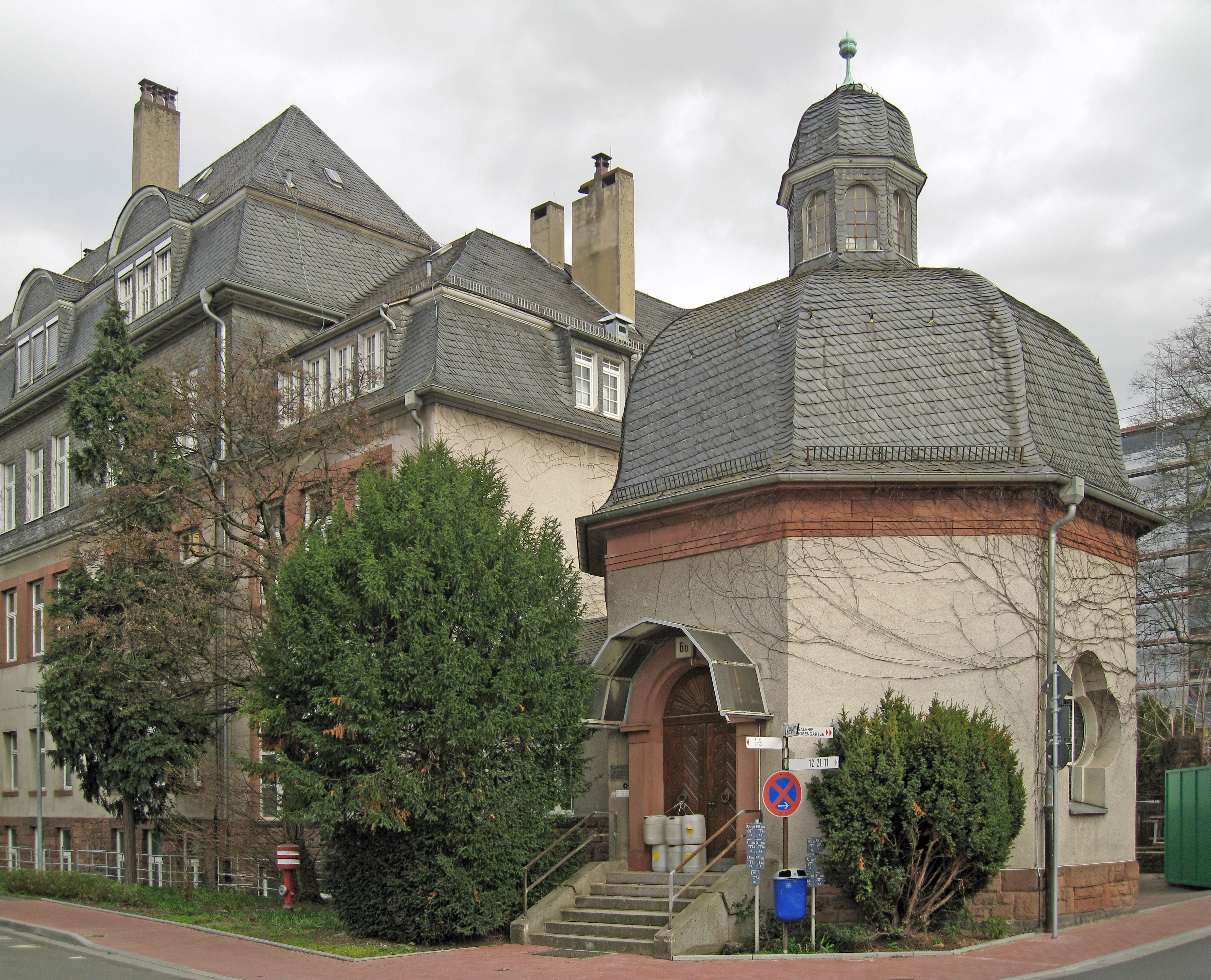
Pathologisches Gebäude mit Kapelle

Im Bericht der Stadtverordnetenversammlung wird unter anderem hingewiesen auf die bereits bestehenden Institute für Pathologie und Anatomie der Dr. Senckenbergischen Stiftung, das Institut für experimentelle Therapie, das städtische Krankenhaus mit medizinischer, chirurgischer und Hautkranken-Stationen und die Psychiatrische Klinik. Fehlen würden eine Frauenklinik, eine Augenklinik, eine HNO-Klinik und eine Kinderklinik. Um Ärzte ausbilden zu können, fehlten ein physiologisch-chemisches Institut, ein pharmakologisches und ein hygienisches Institut. Die ersten beiden Institute sollten durch Mittel der Stiftung von Theodor Stern bezahlt werden. Das hygienische Institut sollte mit einem Lebensmittel-Untersuchungsamt verbunden werden und von der Stadt bezahlt werden. Ein Haupthaus für die Akademie sollte durch Spenden von Franziska Speyer errichtet werden. Eine moderne Heilanstalt sollte von Charles Hallgarten bezahlt werden.
Im Dezember 1902 wurde in den Debatten der Stadtverordnetenversammlung kein prinzipieller Widerspruch erhoben, es gab allerdings eine Reihe von Einwänden. Ein gebildeter Ausschuss sollte die Pläne weiter ausarbeiten. Bis 1904 kam es zu Verhandlungen mit den verschiedenen Stiftungen.
Laut Bericht des Ausschusses vom Juli 1904 hatten sich folgende Verhältnisse ergeben: Die Stiftung von Georg und Franziska Speyer war bereit Einrichtung und Unterhalt eines Akademiegebäudes zu übernehmen, in dem Verwaltungsräume, Bibliothek und Aula geplant waren. Dieses Georg-Speyer-Haus genannte Gebäude sollte zusammen mit dem chemisch-physiologischen und pharmakologischen Institut errichtet werden. Die Senckenbergische Stiftung war bereit ein Gebäude für die Anatomie mit Seziersälen, Hörsaal und Leichenhalle zu errichten. Die von Hannah Luise von Rothschild gegründete Stiftung „Carolinum“ sollte ein Gebäude für die Zahnklinik, die bereits von der Stiftung betrieben wurde und die Kliniken für Ohren- beziehungsweise Hals- und Nasenkrankheiten bauen. Auch eine bereits bestehende Augenklinik sollte von der Akademie übernommen werden. Das städtische Krankenhaus sollte um ein Krankenhaus für Gynäkologie und Geburtshilfe, Kinder, hautkranke Kinder, Privatkranke und Prostituierte erweitert werden. Außerdem sollten eine Epidemiebaracke, Schwesternwohnhaus und Verwaltungsgebäude hinzukommen. Neben Hallgarten spendete auch Otto Braunfels für diese Einrichtungen Geld.

## Ende der Planungen
Die vollständig ausgearbeiteten Pläne wurden erneut der Stadtverordnetenversammlung vorgelegt. Hatte die Versammlung 1902 der Akademie noch grundsätzlich zugestimmt, herrschte jetzt großer Widerspruch. Neben der Akademie im Allgemeinen wurde vor allem Kritik an der Planung der Finanzierung geübt. Es wurden statt einer zentralen Akademie dezentralisierte Bezirkskrankenhäuser gefordert. Die Entscheidung wurde aufgeschoben und weitere Unterlagen wurden eingefordert. Im September 1904 verfasste der „Ärztliche Verein“ eine Schrift, in der er zwar die geplanten Fortbildungskurse lobte, eine Akademie sollte jedoch nicht errichtet werden. Der Verein schlussfolgerte, Patienten seien in lokalen Krankenhäusern besser untergebracht, als in speziellen Kliniken. Auch 41 Krankenkassen unterzeichneten das Schreiben.
Erneut wurde die Akademie in den Versammlungen im Oktober diskutiert. Die Öffentlichkeit beschäftigte sich weiterhin mit dem Thema, zu dem Stadt und private Personen mittlerweile auch Artikel in den Zeitungen veröffentlichen ließen. Ein Teil der Stadtverordnetenversammlung versuchte die Argumente der Gegner in der Zeitung zu entkräften, ein anonymer Bericht eines Arztes sprach wiederum gegen die Akademie, er fürchte um eine Abwertung seiner Arbeit, wenn es Medizinprofessoren in Frankfurt gäbe. Von anderer Stelle wurde eine Akademie für unnötig erklärt, außerdem sei die Einmischung des Staats in die Akademie zu groß. Fast alle Ärzte in Frankfurt sprachen sich gegen die Akademie aus.
Erst im August 1905 konnte der Ausschuss eine Mehrheitsentscheidung treffen. Er kam zum Schluss, dass eine Akademie dieser Art nicht für Frankfurt geeignet sei. Er sah von Stellung von Anträgen zur Errichtung der Gebäude und Einstellungen von Lehrkräften ab.

## Nachwirkungen
Trotz des Scheiterns der Pläne wurden Weiterentwicklung der Fortbildungskurse und Einrichtung des pathologischen Institut der Senckenbergischen Stiftung und zwei weiterer Institute weiterverfolgt. Die Georg-und-Franziska-Speyer-Stiftung wollte weiterhin eines davon einrichten. Weiterhin wurden die Pläne zu den Spezialkliniken beibehalten. Die Stadt wollte für die nötigen Kosten aufkommen.
Andere Stimmen im Ausschuss setzen sich gegen die Einrichtung von Spezialkliniken ein und wollten stattdessen in Frankfurt-Bockenheim und im Nordosten Krankenhäuser errichten. Im April 1905 wurde der Neubau einiger Spezialkliniken beschlossen.

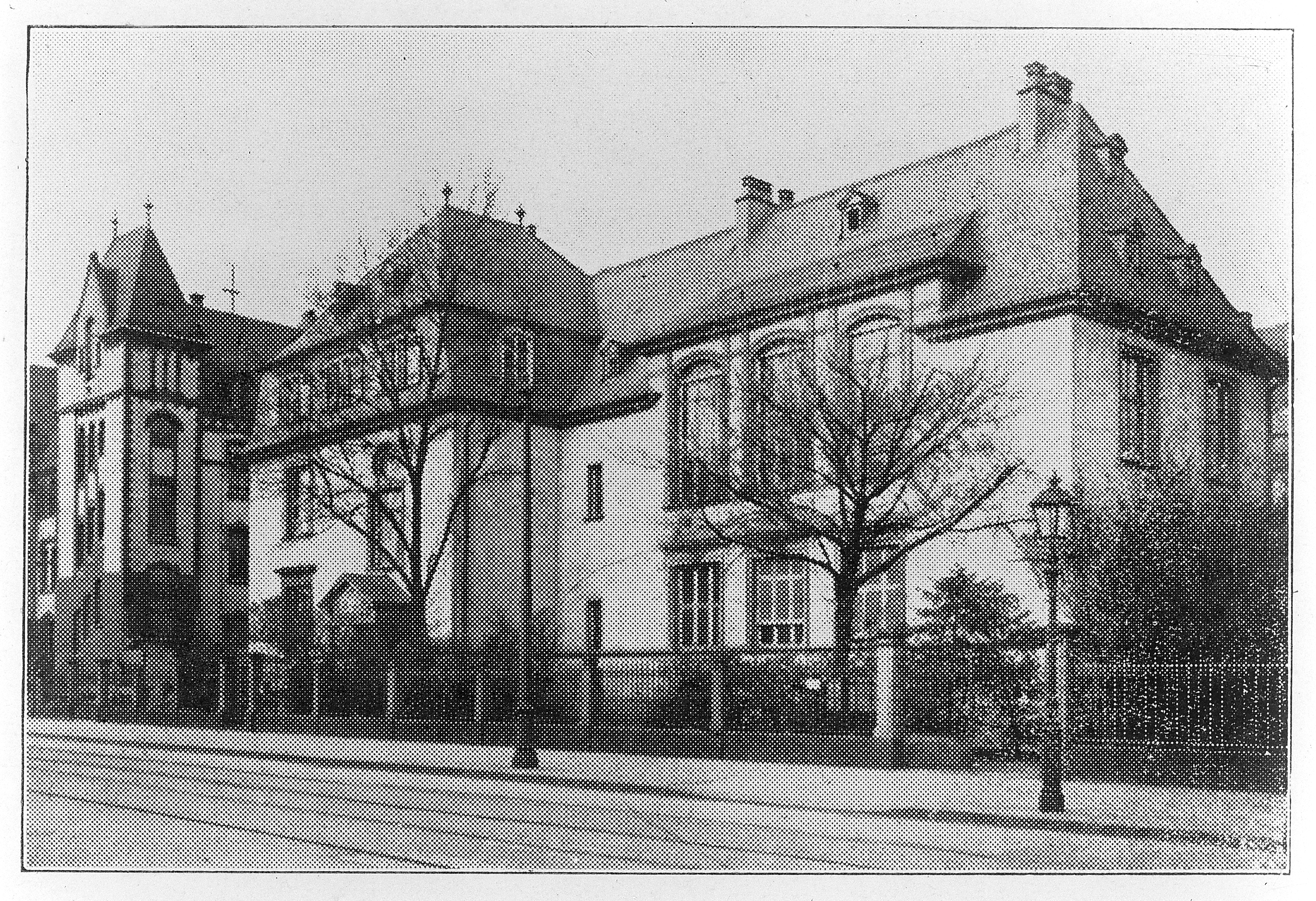
Georg-Speyer-Haus

Bis zur Umsetzung der Pläne vergingen weitere fünf Jahre. Das Georg-Speyer-Haus wurde zum Institut für Chemotherapie umgewandelt und unter die Leitung Ehrlichs gestellt.
1907 wurde das pathologische Institut fertiggestellt. Das räumlich angeschlossene Neurologische Institut wurde Ludwig Edinger unterstellt und erforschte ab jetzt das Nervensystem. Im gleichen Jahr wurden ein Medizinisches und ein Hautklinikum vollendet, ein Jahr später das Kinderklinikum und die Frauenklinik. Das hygienische Institut nahm 1909 seinen Betrieb auf, ebenso die Zahnklinik. 1910 folgten die Kliniken für Hals- und Nasenkrankheiten, die für Ohrenkrankheiten und das Augenklinikum sowie ein Therapeutikum.
Einige Krankenhäuser und Institute wurden später in das Universitätsklinikum Frankfurt am Main eingegliedert.